# Nongstoin
Nongstoin és una ciutat i town area committe de Meghalaya, capital del districte de West Khasi Hills a l'Índia, situada a 25° 31′ N, 91° 16′ E / 25.52°N,91.27°E a 1409 metres d'altura. Segons el cens del 2001, tenia una població de 22.003 habitants. El gener de 2006 fou erigida en bisbat per Benet XVI amb jurisdicció a tot el districte del qual és capital.